# ピンクチラシ

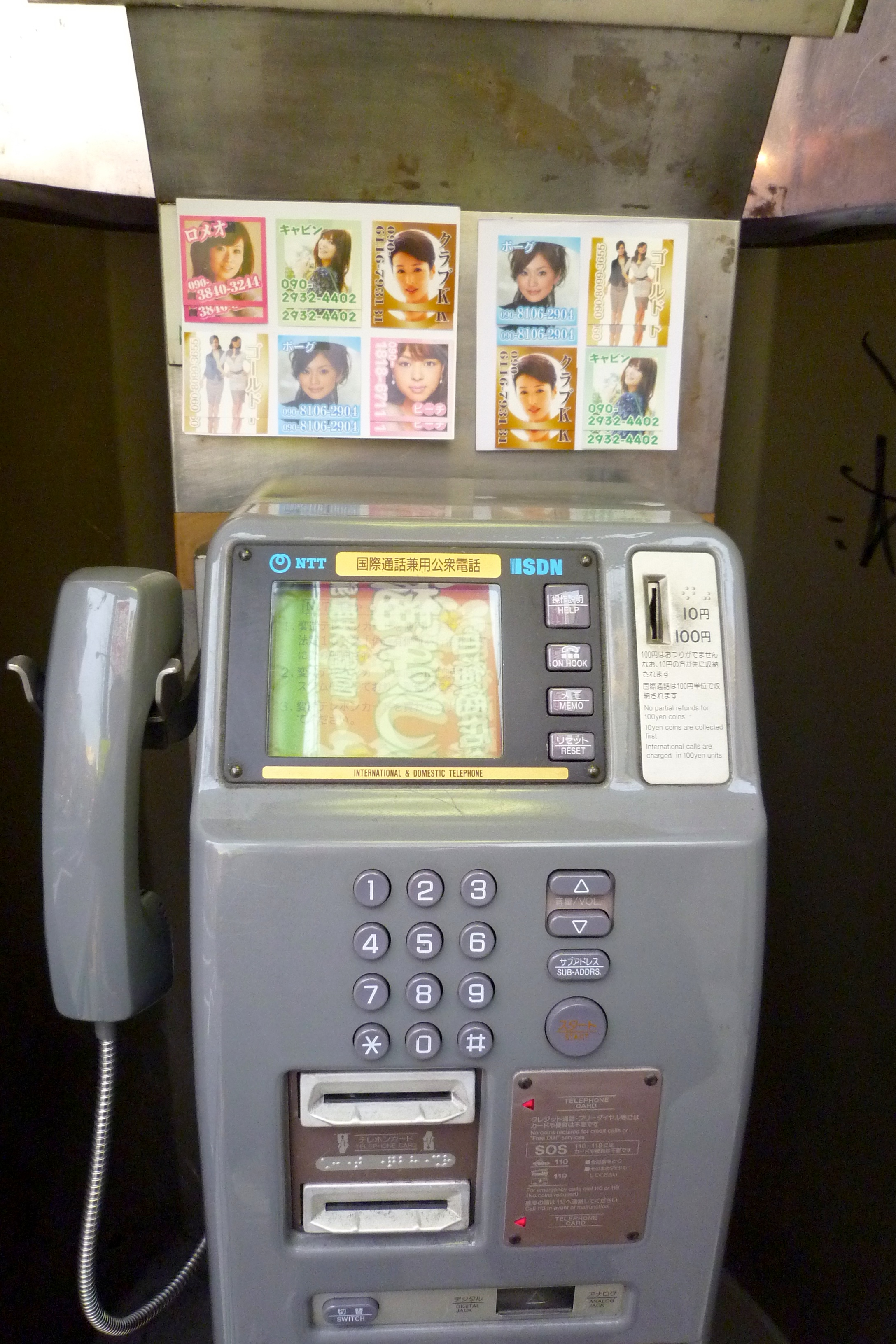
電話ボックス内のピンクチラシ、2010年2月

ピンクチラシとは、風俗店やアダルトビデオの通信販売など、性風俗産業に関する勧誘チラシのこと。別名はピンクビラ。

## 概要
名刺サイズから一般の折り込み広告サイズまで、地域・業態により態様はさまざまである。
名刺サイズの小型のものは主に電話ボックス内に掲示され、内部から外が見えないほど多数のチラシがガラスに貼られる事例もある。折り込み形態のチラシはマンションやホテルへの配布がなされる。
法的規制が無かった時代には、歓楽街の周辺では無数のチラシが放置され、ガーディアン・エンジェルスなどの団体がボランティアで撤去活動を行っていた。特に仙台市国分町は、チラシの上にチラシが貼られるなどの酷さにニューヨーク・タイムズの日本版に状況が報道される程だった。
アイドルなど芸能人の写真を無許可で使用するケースもあり、芸能人の肖像権・パブリシティ権侵害に加えイメージダウンにも繋がっていた。
これらの配布形態は青少年にも容易に広告情報への接触機会を与えることから2000年代前半に法改正が行われ、次第に減少していった。

## 法規制
ピンクチラシについて以下のような法規定で対応されている。
- 風俗営業法第28条第5項では性風俗特殊営業の宣伝において「ビラ、パンフレット又はこれらに類する広告若しくは宣伝の用に供される文書図画」を人の住居に配ったり、差し入れたりすること、広告制限区域等での頒布すること、広告制限区域等以外地域で18歳未満の者に対してビラ等を頒布した営業者について100万円以下の罰金の刑事罰を規定している。
- 各地方自治体の迷惑防止条例ではピンクチラシを「性的好奇心をそそる衣服を脱いだ人の姿態の写真や人の性的好奇心に応じて人に接する役務の提供を表す文言がある絵や電話番号その他の連絡先を掲載したビラ、パンフレットその他の物品」と定義して規制対象とし、公共の場所での配布又は公衆の用に供する建築物内若しくは公衆の見やすい屋外の場所での掲示について刑事罰を規定している。一部自治体ではピンクチラシを公共の場所等での配布等目的で所持することにも刑事罰の対象としている。宮城県ピンクちらし根絶活動の促進に関する条例（宮城県ピンクちらし根絶活動促進条例）では「何人も、まき散らしが行われたピンクちらしを除去及び廃棄することができる」と規定され、宮城県ではまき散らしが行われたピンクチラシの除去廃棄に正当行為が明記されている。
- 公共の場に貼り付けられたピンクチラシは屋外広告物法で屋外広告物として位置づけられており、地方自治体が制定する屋外広告物条例によって規制されており、法に違反して公共の場に貼り付けられたピンクチラシは同条例によって刑事罰が規定されている。
- 案内先で売春行為が行われているピンクチラシは売春防止法第6条第2項第3号に規定された「広告その他これに類似する方法により人を売春の相手方となるように誘引すること」として売春周旋目的誘引罪が適用されることがあり、2年以下の懲役又は5万円以下の罰金の刑事罰が規定されている。同法の適用においてピンクチラシについて裁判所では「内容が通常人の目から見て売春の相手方となることを誘っているものと認識し得る程度のもの」（仙台地裁判決1988年6月8日）、「文言、図柄等の記載内容のほか、貼付の場所、態様等も総合的に考慮し、社会通念に照らして売春の周旋目的が表示されているとみることができれば十分であり、ビラの文言自体から売春周旋の意思を表示していると認められる場合に限定する理由はない」（大阪高裁判決1989年7月7日）としている。

## リンク
- 日本ガーディアン・エンジェルス　仙台支部